# Pierre De Vlamynck
Pierre De Vlamynck, né à Bruges en juillet 1790 et mort dans la même ville le 16 mars 1850, est un graveur et un dessinateur belge.
Il participe à treize salons triennaux belges et plusieurs de ses œuvres sont conservées au Rijksmuseum Amsterdam.

## Biographie

### Famille
Pierre (Pieter Jan) De Vlamynck, né à Bruges en juillet 1790 – selon l'âge indiqué sur son acte de décès –, est premier des huit enfants fils de Pierre Bernard De Vlamynck (1764-1828), tailleur d'habits, et de Marie Anne Laga (1766-1851), mariés à Bruges le 7 septembre 1789.

### Formation
Fils d'un tailleur, Pierre De Vlamynck est destiné par son père à devenir tapissier, cependant ses aptitudes l'entraînent vers les arts plastiques. Il reçoit ses premières leçons à l'Académie des Beaux-Arts de Bruges, où il remporte plusieurs prix. Il est ensuite admis à Bruxelles dans l'atelier de l'artiste néoclassique Joseph-Denis Odevaere, peintre du roi des Pays-Bas Guillaume Ier. Pierre De Vlamynck y pratique le dessin et s'applique avec zèle à la gravure à l'eau-forte et au burin. Il s'attache à son professeur qui l'a pris en affection.

### Carrière
Pensionnaire du roi des Pays-Bas, Pierre De Vlamynck expose pour la première fois, deux dessins au crayon noir, d'après les tableaux de Joseph Odevaere, au Salon de Gand de 1817 : Le Couronnement de Charlemagne et Saint Laurent distribuant des aumônes aux pauvres de Rome. Grâce à la pension versée durant quatre ans par le souverain des Pays-Bas, Pierre De Vlamynck étudie durant deux années à Paris auprès du graveur Claude-Marie-François Dien.
Sa première estampe, Narcisse, également d'après Odevaere, lui vaut une médaille d'honneur au Salon de Gand de 1820, tandis que le gouvernement acquiert la planche Bataille de Nieuport, exposée au même lieu. Au Salon de Bruxelles de 1827, Pierre De Vlamynck obtient le premier prix du concours de gravure au burin, grâce à son Portrait de Raphaël.
En 1833, il est obligé de se livrer à la lithographie car la lenteur de l'exécution de la gravure au burin ne lui permet pas d'assurer une condition matérielle satisfaisante. Il dessine sur pierre de nombreux portraits représentant le roi des Belges Léopold Ier, la reine Louise, du peintre François-Joseph Kinson ou encore de François-René Boussen, évêque de Bruges. Il réalise également des sujets historiques et de genre tels Annette Lyle et Allan Mac-Auley, d'après Nicaise De Keyser ou L'Hésitation de Ferdinand de Braekeleer. 
Grâce à une subvention de 2000 francs accordée par le gouvernement en 1835, il commence à graver L'Ascension du Christ d'après Rubens. Pierre De Vlamynck expose six dessins au Salon de Bruxelles de 1836, où il obtient une médaille de vermeil et une gratification de 500 francs.
Pierre De Vlamynck poursuit sa carrière de graveur et travaille avec assiduité. Il participe pour la dernière fois, à sa treizième exposition triennale belge au Salon de Bruxelles de 1845. Le critique Victor Joly juge son dessin Annette Lyle et Allan Mac-Auley très correct et très exact. Pierre De Vlamynck meurt, célibataire, à l'âge de 59 ans, à Bruges, le 16 mars 1850.

## Œuvre

### Caractéristiques
Selon son biographe Edmond De Busscher, Pierre De Vlamynck, imbu du principe que le graveur doit rendre le dessin, l'esprit et le faire du peintre, y a peut-être été trop fidèle dans ses estampes d'après Odevaere. Ces reproductions montrent une raideur de dessin et de burin, confiant parfois à la sècheresse. Ses portraits de Raphaël et de Rembrandt n'ont pas ce défaut. Plus ambitieux, il aurait brillé sur un plus grand théâtre, mais il a préféré faire de l'art pour l'art.

### Expositions

#### Belgique
- Salon de Gand (X) de 1817 : Le Couronnement de Charlemagne et Saint Laurent distribuant des aumônes aux pauvres de Rome, deux dessins d'après les tableaux de Joseph Odevaere[3].
- Salon de Bruxelles de 1821 : La Bataille de Nieuport, dessin d'après Odevaere[7].
- Salon de Gand (XII) de 1823 : Théramène ayant ramené Aricie auprès de Thésée, Phèdre avoue son crime à son époux, dessin d'après Odevaere[8].
- Salon de Bruxelles de 1824 : Le Christ apparaissant à la Madeleine sous la figure d'un jardinier, d'après le tableau du Corrège[9].
- Salon de Gand (XIII) de 1826 : Susanne sortant du bain, dessin au crayon noir, d'après le tableau de Willem van Mieris et Le Christ apparaissant à la Madeleine sous la figure d'un jardinier, d'après le tableau du Corrège[10].
- Salon de Gand (XIV) de 1829 : Portrait de Raphaël d'Urbin et Portrait de Rembrandt (gravures)[11].
- Salon de Bruxelles de 1830 : Le Portrait de Rembrandt d'après le tableau peint par lui-même (gravure)[12].
- Salon de Bruxelles de 1833 : Portrait en pied du roi (lithographie) Dibutades, et deux portraits (gravures)[13].
- Salon de Bruxelles de 1836 : six dessins (médaille de vermeil)[5].
- Salon de Gand (XVII) de 1838 : Annette Lyle et Allan Mac-Auley (dessin d'après Nicaise De Keyser), Portrait de feu Joseph de Meulemester, graveur (d'après Joseph-François Ducq et Les Tricheurs (d'après Jacob van Oost) et Les Buveurs (d'après Th. Coninck de Merckem)[14].
- Salon de Bruxelles de 1839 : La Punition (lithographie d'après Basile De Loose) et L'Hésitation (lithographie d'après Ferdinand de Braekeleer)[15].
- Salon de Gand (XVIII) de 1841 : six lithographies : La Douleur maternelle (d'après Jean-Augustin Franquelin), Annette Lyle et Allan Mac-Auley (d'après Nicaise De Keyser), Le Mercredi des cendres (d'après Basile De Loose), Daignez me l'accorder, Monsieur (d'après Henri de Coene, Portrait en pied de Mgr l'évêque de Bruges et Portrait de feu M. le peintre Kinson (les deux dernières d'après les dessins de l'auteur lui-même)[16].
- Salon de Bruxelles de 1845 : La Vierge à la pomme (dessin d'après Hemling), Sainte Catherine (dessin), Sainte Barbe (d'après le tableau Le Mariage mystique par Hemling) et Annette Lyle et Allan Mac-Auley (dessin d'après Nicaise De Keyser)[17].

#### France
- Salon de Douai de 1825 : Portrait de S.M. le roi des Pays-Bas[18].

### Collections muséales
- Rijksmuseum Amsterdam : onze gravures et dessins, essentiellement des portraits : Hans Memling, Rembrandt, Joseph-Denis Odevaere, Frédéric de Merode, Jean-Robert Calloigne, … et Narcisse[19].